# Parque de la Tuna
El parque de la Tuna se encuentra en la ciudad española de Alicante, en la ladera suroeste del monte Benacantil, dentro de los límites del barrio de San Antón.
Su denominación es un homenaje a los tunos y a su presencia histórica en la ciudad. La iniciativa de instar al consistorio alicantino a que se les dedicara un espacio partió de la tuna de Derecho de la Universidad de Alicante.

## Descripción
Es un parque urbano de reciente construcción. Fue inaugurado el 24 de marzo de 2011 por las entonces alcaldesa de Alicante, Sonia Castedo, y directora general de Aguas de Alicante, Asunción Martínez, empresa que financió su urbanización.
Las obras, que contaron con un presupuesto de 1 380 000 euros, se llevaron a cabo en una zona degradada, lo que conllevó su restauración, recreando la continuidad del terreno del Benacantil, con una reforestación de más de 800 árboles y la recuperación de especies vegetales autóctonas.
Asimismo, se recuperaron sendas ya existentes, que sirven de conexión con el parque de la Ereta y con otras zonas del monte, y se crearon nuevos accesos desde la adyacente avenida de Jaime II. Durante la construcción del parque se descubrió un refugio de la guerra civil española, por lo que fue preciso modificar el proyecto original para preservarlo.
En 2017 fue habilitada una zona del parque para que las mascotas puedan estar sueltas, lo que supuso el vallado de una superficie de 789 m².

### Monumento
En la plaza se ubica el monumento al Tuno, escultura del artista alicantino Vicente Ferrero que fue inaugurada en 2011, en el mismo acto que la plaza. Fundida en bronce, representa la figura de un hombre, a tamaño ligeramente mayor al natural, vestido con el traje de tuna y tocando una mandolina. La obra pretende dar relevancia a las manos del músico.